# Francesco Zucco

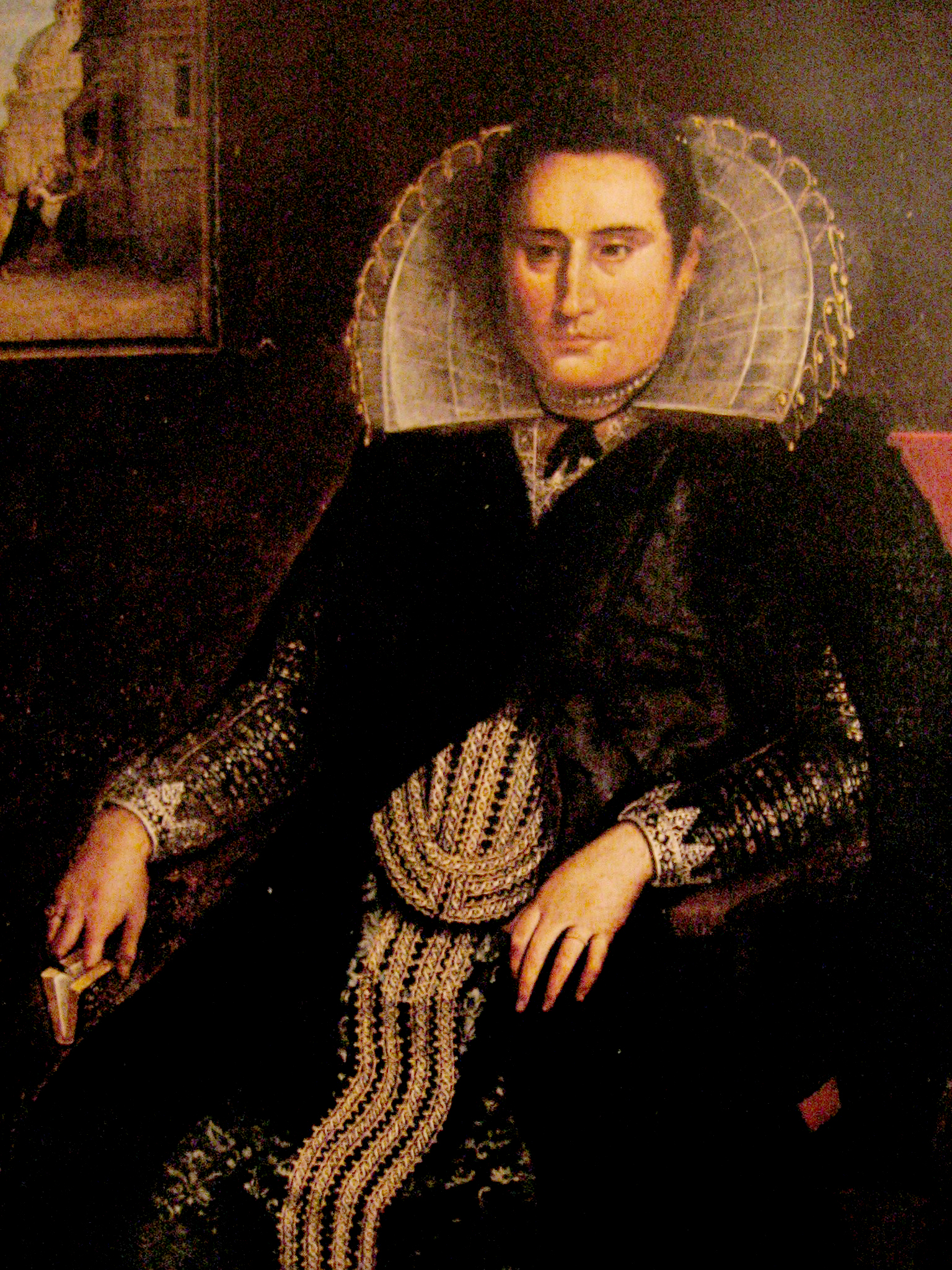
Ritratto di gentildonna gravida, Accademia Carrara, Bergamo

Francesco Zucco (Bergamo, 1570 circa – Bergamo, 3 maggio 1627) è stato un pittore italiano.

## Biografia
La sua nascita, avvenuta nella città di Bergamo, non è databile con precisione a causa della mancanza di documenti certi, ma è comunque collocabile in un periodo compreso tra il 1570 ed il 1575. Fin dai primi anni della propria vita dimostrò una spiccata propensione verso le arti pittoriche, tanto da convincere il padre ad inviarlo nella vicina città di Cremona, dove ebbe modo di affinare le proprie abilità presso la scuola dei fratelli Campi.
Al ritorno da Cremona cominciò ad introdursi nel mondo artistico bergamasco, e se non poteva essere alunno del Moroni per la sua giovane età, fu sicuramente studioso delle sue opere, stringendo un forte legame personale con Gian Paolo Cavagna ed Enea Salmeggia, entrambi residenti nello stesso quartiere, ovvero Borgo San Leonardo, con i quali ebbe modo di confrontarsi più volte anche in ambito professionale. Negli anni centrali della sua vita assunse un livello predominante nel contesto artistico bergamasco, dipingendo una grande quantità di opere in ambito religioso.
Sposatosi con Aurelia Chiesa, ebbe tre figli: Bartolomeo Carlo, nato nel 1617, Margherita e Giovanni Battista (nel 1623). Tuttavia non poté vederli crescere, dal momento che morì nel 1627 nella sua casa di Bergamo 

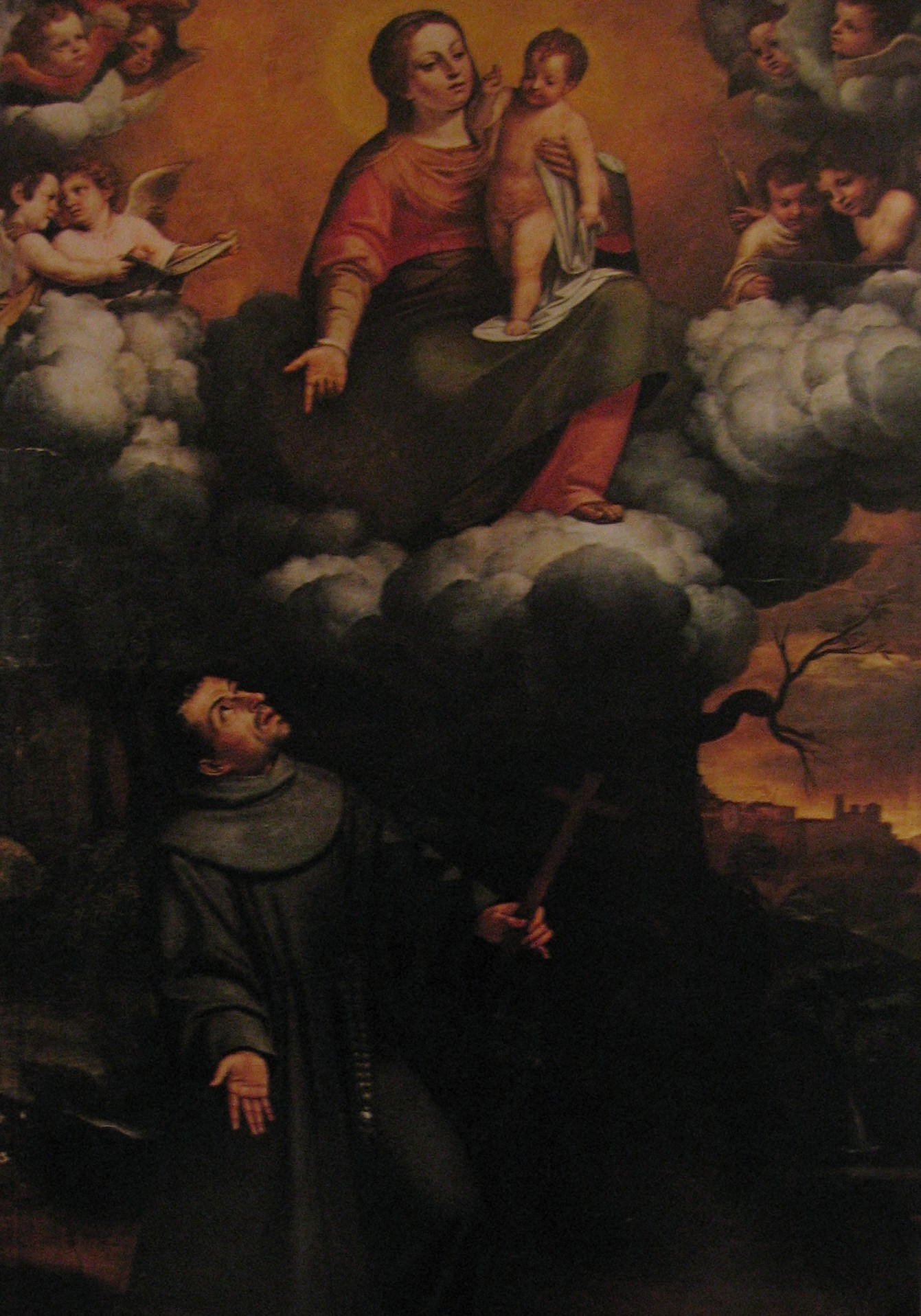
San Diego e la Vergine, Chiesa di Santa Maria delle Grazie, Bergamo

## Musei
- Museo d’arte Sacra di Mandello, Lago di Como

## Stile e opere
L'inizio della sua attività si ebbe nel 1592 con l'esecuzione de La circoncisione per la chiesa di Stezzano, opera che racchiudeva in sé i segni degli insegnamenti carpiti dai fratelli Campi nella loro bottega cremonese. L'anno successivo dipinse Vergine con bambino e santi e L'adorazione dei Magi per la parrocchiale di Levate, con uno stile che si rifaceva a Giovan Battista Moroni. Il dipinto dei magi fu firmato Franciscus Zucchis F/1593, indice di una già affermata notorietà dell'artista, di un avvicinamento al Moroni mantenendo nel contempo il vigore nel disegno dei Campi
Le numerose commissioni avute nella provincia di Bergamo gli permisero di perfezionare il suo stile, indirizzato tra il naturalismo ed il manierismo tipici della scuola lombarda.
Databili verso la fine del secolo sono i suoi dipinti per le chiese di Albino, Alzano Lombardo, Brembate, Camerata Cornello, Capriate San Gervasio, Entratico, Foresto Sparso, Orio al Serio (la Vergine con bambino), Scanzorosciate, Villa di Serio e Zandobbio.
Al secolo successivo risalgono invece i dipinti di Ubiale, Peia e Suisio, ma soprattutto la raffigurazione della Madonna con San Felice da Cantalice a Predore, L'Annunciazione sita a Selvino, la Vergine con bambino di Carobbio degli Angeli, la Madonna in trono di Luzzana (databili attorno al 1608), nonché l'Adorazione dei Magi di Sorisole e San Diego e la Vergine, eseguita per la chiesa cittadina di Santa Maria delle Grazie. 
Nel capoluogo orobico ebbe modo di lavorare anche per la Basilica di Santa Maria Maggiore, la chiesa del Santo Sepolcro (nel Monastero di Astino) e la Basilica di Sant'Alessandro in Colonna, sua parrocchiale, per la quale eseguì un ciclo della vita di Sant'Alessandro ed anche il suo ultimo dipinto, Sant'Alessandro si presenta ad un Vescovo, datato 1627.
Del 1626 è la tela presente come pala d'altare della chiesa della Natività della Beata Vergine Maria Madonna con Bambino e santi.
Il successo che lo Zucco riscosse non fu soltanto riguardante le sue opere in ambito sacro: difatti i suoi ritratti lasciano concorde sia la critica del tempo che quella attuale, prendendo spunti sia dalla pittura del Moroni che da quella del Veronese.
Tra i suoi ritratti, ai quali 
(Tassi)
meritano menzione il Ritratto di gentildonna gravida, il Ritratto di bambina con cagnolino ed il Ritratto di gentiluomo con spada, libri e clessidra.
Merita una citazione l'inedita Pala d'Altare con la Madonna con Bambino e san Giorgio o Vittore e san Sebastiano, firmata e datata "Francis Zuccus 1614".